# Gmina Middletown (New Jersey)
Middletown (ang. Middletown Township) – gmina w stanie New Jersey, w hrabstwie Monmouth.
Założona w 1664 r. podzielona na 5 historycznych dzielnic, które zamieszkuje 67 tys. mieszkańców. m.in. łatwy dojazd do pracy do pobliskiego Nowego Jorku łodzią, koleją lub autobusem, dało jej miano najlepszego miejsca do życia.
W skład gminy wchodzą:

- Belford
- Chapel Hill
- Fairview
- Harmony
- Leonardo
- Lincroft
- Locust
- Middletown Village
- Monmouth Hills
- Navesink
- New Monmouth
- North Middletown
- Nutswamp
- Oak Hill
- Port Monmouth
- River Plaza

Middletown przecina po przekątnej droga nr 35 (Route 35), główna arteria handlowa. Na zachód od autostrady Garden State Parkway, która również przecina Middletown, znajduje się obszar Lincroft z dużym kampusem centrum kształcenia ustawicznego (Brookdale Community College).
Centrum Middletown to obszar Middletown Village - jedna z dwóch historycznych dzielnic Middletown (druga to obszar Navesink graniczący z Atlantic Highlands), z kilkoma XVIII- i XIX-wiecznymi domami i kościołami, a także bardziej nowoczesnymi budynkami komunalnymi, dworcem kolejowym i centrum sztuki (Middletown Arts Center). Na południu - wzdłuż Navesink River Road i w sąsiedztwie Locust - rozległe osiedla na nabrzeżu wychodzą na drugą stronę rzeki Navesink w kierunku Red Bank. Dalej w głąb lądu, w rejonie Chapel Hill, duże stadniny koni. Wzdłuż zatoki Sandy Hook znajdują się 4 obszary - North Middletown, Port Monmouth, Belford i Leonardo. Te północne dzielnice są usiane małymi plażami i przystaniami oraz zawierają mieszankę starszych bungalowów i nowszych domów i kondominiów, w tym 123-jednostkowe wydmy w Shoal Harbor.
Pociągi New Jersey Transit z Middletown do Penn Station kursują od 67 do 83 minut i kosztują 15,25 USD w jedną stronę lub 445 USD za bilet miesięczny. Academy Bus zapewnia transport z obszaru Leonardo i zjazdu 109 z autostrady Garden State Parkway, w okolicy Lincroft. Czasy podróży wahają się od nieco ponad godziny do półtorej godziny; Bilety kosztują 17 USD w jedną stronę lub 385 USD miesięcznie od Leonardo i 19 USD w jedną stronę lub 400 USD miesięcznie od Lincroft. Najszybszym sposobem podróży do Nowego Jorku jest prom. Rejsy promem New York Waterway trwają od 40 do 65 minut z portu Belford w Middletown do Lower Manhattan lub Midtown i kosztują 21,50 USD w jedną stronę lub 635 USD miesięcznie. Seastreak Ferries oferuje podobne taryfy i rozkłady jazdy na łodziach z Highlands lub Atlantic Highlands.